# الحرب الأهلية التشادية (1965-1979)

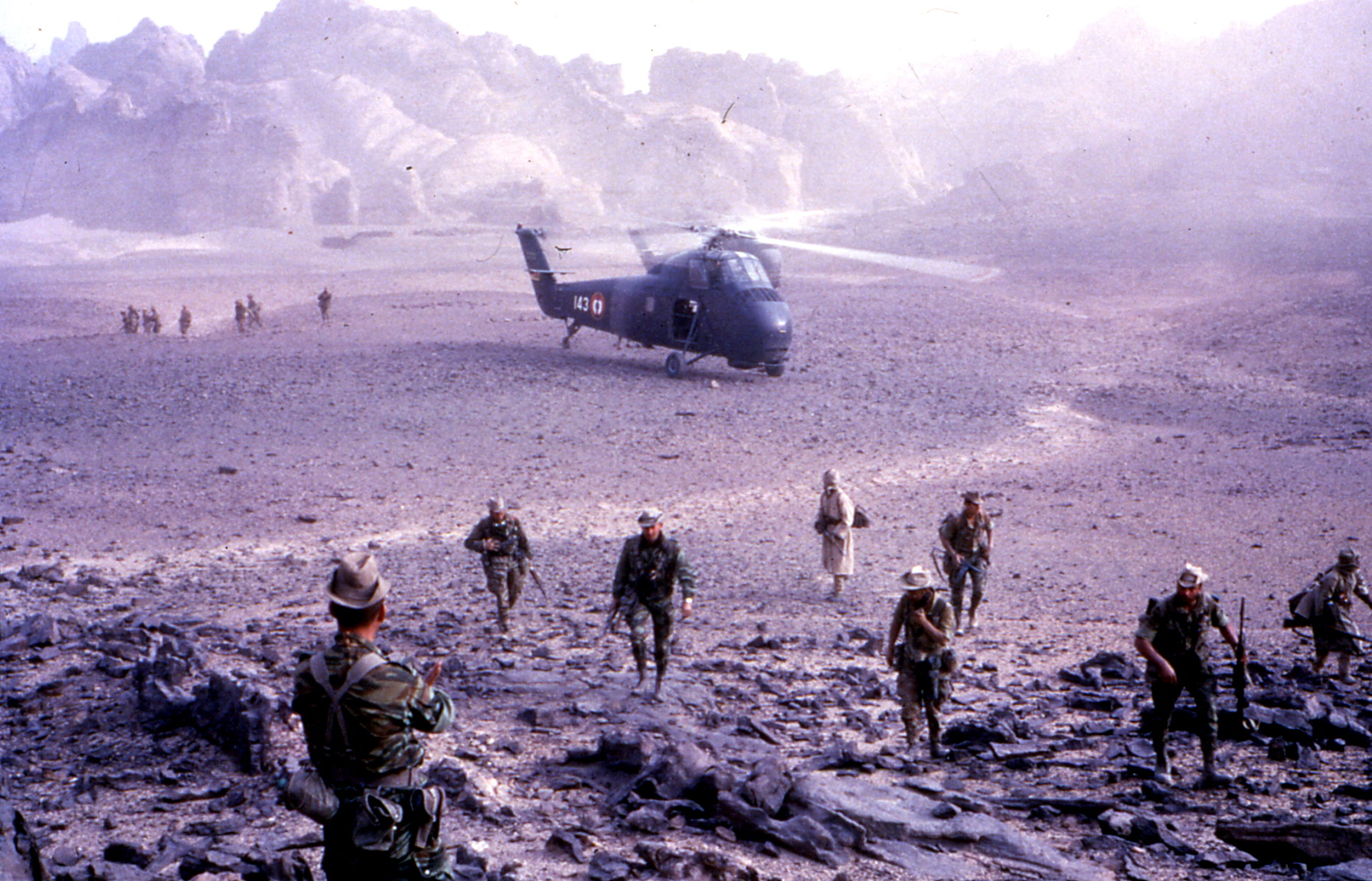
الحرب الأهلية التشادية 1965-1979 شنتها عدة فصائل متمردة ضد حكومتين تشاديتين.

الحرب الأهلية التشادية 1965-1979 شنتها عدة فصائل متمردة ضد حكومتين تشاديتين. اندلع التمرد الأولي ضد الرئيس التشادي فرانسوا تومبالباي الذي اتسم نظامه بالسلطوية والفساد الشديد والمحسوبية. وفي عام 1975، قُتل تومبالباي على يد جيشه، ما أدى إلى ظهور حكومة عسكرية برئاسة فليكس معلوم، وواصلت الحكومة حربها ضد المتمردين. وبعد التدخلات الأجنبية من قبل ليبيا وفرنسا، وانقسام المتمردين إلى فصائل متناحرة، بالإضافة إلى تصعيد القتال، تنحى معلوم في مارس عام 1979. وذلك مهد الطريق لحكومة وطنية جديدة تعرف باسم «الحكومة الانتقالية للوحدة الوطنية» (جي يو إن تي).
بعد استلام الحكومة الانتقالية، اندلعت مرحلة جديدة من الحرب الأهلية والصراع الدولي في تشاد.

## الخلفية

### الوضع السياسي في تشاد
حصلت تشاد على استقلالها عن فرنسا في أغسطس عام 1960. ولم يكن هناك سوى الحد الأدنى من البنية التحتية للدولة، دون طرق معبدة أو سكك حديدية. في منطقة بوركو – إنيدي – تيبستي الشمالية (بي إي تي) وجزء كبير من مركز شرق المنطقة، اقتصر الوجود الحكومي على عدد قليل من البلدات. واقتصاديًا، اعتمدت على صادرات القطن والإعانات الفرنسية. كانت تشاد دولة ذات كثافة سكانية منخفضة ولكنها شديدة التنوع إثنيًا. بالإضافة إلى ذلك، قسمت البلاد فيما يتعلق بالأديان، نحو 50٪ من الناس كانوا مسلمين، يعيش معظمهم في الشمال والشرق، بينما سيطر المسيحيون والأرواحيون على الجنوب. أما دستوريًا، فقد ورثت البلاد النظام البرلماني، على الرغم من أن هذا النظام سرعان ما تحول إلى ديكتاتورية؛ وكان أول رئيس للبلاد، فرانسوا تومبالباي، من الجنوب، وأثبتت حكومته سريعًا أنها فاسدة، فمنحت الخدمات لمؤيديه السياسيين في الجنوب بينما جرى تهميش بقية تشاد. ونتيجة لذلك، ازدادت التوترات والاستياء، خاصة وأن تومبالباي استخف أيضًا بالزعماء المحليين التقليديين الذين ما زالوا يملكون احترامًا كبيرًا بين الناس، وأصبحت الحكومة أكثر سلطوية. وبحلول يناير عام 1962، حظر تومبالباي جميع الأحزاب السياسية باستثناء حزبه التقدمي التشادي (بّي بّي تي). كانت معاملته للمعارضين الحقيقيين أو المتخيلين قاسية للغاية، إذ امتلأت السجون بآلاف السجناء السياسيين. وقمعت المظاهرات المدنية في 16 سبتمبر عام 1963 من قبل القوات المسلحة التشادية، ما أسفر عن مقتل ما بين 19 و100 شخص. بدأت العديد من مجموعات المعارضة بتنظيم المقاومة، على الرغم من أن محاولات التمرد الأولى جرى قمعها بسهولة من قبل قوات تومبالباي. وفر العديد من قادة المعارضة إلى السودان المجاور، حيث بدأوا بالاستعداد لتمرد كامل.

### القوات المسلحة التشادية والدعم الفرنسي
تشكلت القوات المسلحة التشادية من قدامى المحاربين التشاديين في الجيش الاستعماري الفرنسي، واستمروا بتلقي التدريب والمعدات من فرنسا. تألف الجيش التشادي في عام 1964 من 500 جندي دربهم 200 فرنسي. ومنذ الاستقلال حتى عام 1979، سيطر الجنوبيون من شعب سارا على الجيش التشادي بأغلبية ساحقة. وانضم القليل من الشماليين، في البداية لم يكن هناك سوى اثنين من الشماليين في سلك الضباط. ومن ستينيات القرن العشرين حتى عام 1979، كانت القوات المسلحة تتكون من أربعة أفرع: الحرس الإقليمي / الحرس الوطني المتجول، الذي كان مسؤولاً عن السيطرة على شمال البلاد. والأمن الوطني، الذي اختص بتأمين الحدود وكبح الجريمة وحماية الرئيس؛ وقوات الدرك التي عملت كقوة شرطة؛ والجيش التشادي المكون من أربع كتائب. كان الدرك هو الأفضل تدريباً من بين جميع الفروع. وكانت هناك أيضا قوة جوية تشادية صغيرة وقوة بحرية تعمل على بحيرة تشاد. كان الحرس الإقليمي والأمن الوطني يخضعان لوزارة الداخلية حتى عام 1975، في حين كانت قوات الدرك والجيش تحت إشراف وزارة الدفاع.
حافظت فرنسا على وجود عسكري كبير في تشاد، كما العديد من مستعمراتها الأفريقية السابقة، وقد وقعت فرنسا وتشاد اتفاقية مساعدة عسكرية واتفاقية دفاع مشترك. تضمنت هذه الاتفاقات نصًا سريًا يسمح لتشاد بطلب التدخل العسكري الفرنسي المباشر في حالة الحاجة إلى ضمان «الحفاظ على النظام» على المستوى المحلي. في ظل هذه الظروف، يتولى ضباط عسكريون فرنسيون قيادة القوات التشادية. احتفظت السفارة الفرنسية في فور لامي أيضًا برسالة موقعة وغير مؤرخة من تومبالباي تطلب الحماية في حالة تعرض سلامته الشخصية للخطر. وفي عام 1965، كان للجيش الفرنسي 1000 جندي في تشاد، بينما تغلغل الفرنسيون في المؤسسات الأمنية التشادية. كان جميع طياري القوات الجوية تقريبًا فرنسيين حتى عام 1975. وكان الجيش والمخابرات برئاسة الفرنسيين: كان العقيد ليفرست يقود الجيش التشادي، وكان رئيس الضباط ألبرت جيلينو يرأس قوات الدرك، وقاد كاميل جورفينيك مكتب المخابرات الرئيسي، مكتب التنسيق والمعلومات للمخابرات. كان هؤلاء الرجال قساة فيما يتعلق باستعدادهم لقمع المنشقين بالعنف في تشاد، وحظوا بتقدير الحكومة التشادية وكذلك الحكومة الفرنسية. أدى التدخل الفرنسي المكثف في تشاد إلى اتهامات بالاستعمار الجديد. ومع أن وجودهم ساعد تومبالباي، فقد كانت علاقته بالحكومة الفرنسية ضعيفة في كثير من الأحيان.

## الحرب

### اندلاع الصراع
أشرف ضباط الجيش الفرنسي على الإدارة في منطقة بوركو – إيندي – تيبستي حتى يناير عام 1965، ثم جرى سحبهم. وقد حل محلهم البيروقراطيون الجنوبيون الذين كان لديهم القليل من المعرفة بالثقافة المحلية وارتكبوا الانتهاكات، ما أدى إلى عزلة السكان المحليين عن الدولة. وفي سبتمبر عام 1965، قُتل جندي تشادي في برداي، تيبستي في عراك بعد رقصة. وكان رد فعل نائب المحافظ المحلي قاسيًا، إذ جمع كل سكان المدينة وعرضوا عراة. واعتُقل تسعة أشخاص، من بينهم الدردي (لقب ديني) لشعب التبو عويدي كشيديمي وابنه كوكوني وداي. بعد ذلك، فرضت الإدارة المحلية قيودًا على ارتداء العمائم وإطلاق اللحى والتجمع في مجموعات. استاء سكان برداي من هذه المعاملة وتمردوا.
من ناحية أخرى، تصاعدت الاضطرابات في المناطق الريفية بسبب مشكلة الضرائب. فقد حاول تومبالباي دعم الموارد القليلة لحكومته من خلال زيادة الإيرادات، ما أدى إلى زيادة الضرائب وتحصيل «قرض وطني» في عام 1964. غالبًا ما كان العديد من التشاديين مرتبكين لرؤية محصلي الضرائب يعودون إليهم للمطالبة بمدفوعات «القرض». وأدى الاختلاس الكبير لعائدات الضرائب والإجراءات القسرية لجامعي الضرائب إلى إثارة الاستياء. وقد بلغ الوضع ذروته في 1 نوفمبر عام 1965، عندما اندلعت أعمال شغب مكثفة في مانقيلمي بمحافظة غيرا خلفت أكثر من 500 قتيل، بما في ذلك ممثل في الجمعية الوطنية وتسعة موظفين آخرين. كانت أعمال الشغب - جنبًا إلى جنب مع التمرد في برداي - بمثابة البداية العامة للتمرد على نطاق واسع في تشاد؛ وعادة ما تعتبر أعمال الشغب الضريبية بداية الحرب الأهلية. بعد ذلك، اندلعت ثورات فلاحية عفوية في جميع أنحاء غيرا. بحلول عام 1966 انتشر هؤلاء إلى محافظة وداي.
قرب بحيرة فيتري اندلعت اشتباكات مفتوحة بين المدنيين والقوات الحكومية. ووفقًا لتقارير فرنسية غير مؤكدة، أضرم الجيش التشادي النيران في القرى وقتل ما بين 250 و400 شخص. وذكر السكان المحليون أن الجنود قيدوا المتهربين المزعومين من الضرائب وضربوهم حتى الموت. ونادرًا ما غادر المسؤولون التشاديون مكاتبهم، خوفًا على سلامتهم، ما أدى إلى تقليص الإدارة في المناطق الريفية وزيادة خفض الإيرادات الضريبية. على الرغم من المشاكل المالية، ضغط تومبالباي من أجل زيادة نفقات الدفاع في ميزانية عام 1966.
في نفس العام، حاولت الحكومة التشادية أن تفرض رسميًا زراعة المحاصيل الغذائية في منطقة بوركو – إيندي – تيبستي في محاولة لإجبار الرُحل المحليين على «التوطين». كره شعب التبو هذه المعاملة، وطالب الدردي عويدي بتأجيل تنفيذ ذلك الإجراء. وقد أدى ذلك إلى محاولة السلطات التشادية اعتقاله. وفي ديسمبر هرب عويدي مع ألف من أتباعه إلى ليبيا. كان منصب عويدي بصفته الدردي محل نزاع منذ أن تولاه في عام 1938، لكن الإجراءات التشادية في منطقة بوركو – إنيدي – تيبستي أدت إلى توحيد التبو لدعمه. وبقي ثلاثة من أبنائه في تشاد وسلحوا أنفسهم ضد السلطات. 